# Mödring (Gemeinde Metnitz)
Mödring ist eine Ortschaft in der Kärntner Marktgemeinde Metnitz mit 46 (Stand 1. Jänner 2024) Einwohnern. Die Ortschaft liegt zur Gänze auf dem Gebiet der Katastralgemeinde Feistritz in Österreich.

## Lage
Die Ortschaft liegt rechtsseitig im oberen Metnitztal, an den Hängen entlang dreier rechtsseitiger Zuflüsse (Mödringbach, Schmiederbachl, Spinnergraben) des Metnitzbachs.

## Geschichte

### Kirche
In der Ortschaft Mödring befindet sich die Pfarrkirche Oberhof; der Bau wird 1405 genannt.
Außerdem bestand in Mödring eine Filialkirche der Pfarre Metnitz, eine dem St. Oswald geweihte Kirche. Diese Kirche wird 1585 als Holzbau erwähnt. 1787 wurde die Aufhebung beantragt. Mitte des 20. Jahrhunderts waren nur mehr spärliche Mauerreste der Kirche vorhanden.

### Gemeindezugehörigkeit
Als Teil der Steuer- bzw. Katastralgemeinde Feistritz wurde Mödring im Zuge der Reformen nach der Revolution 1848/49 Teil der Gemeinde Grades. 1973 wurden die Gemeinden Grades und Metnitz zusammengeschlossen, so dass die Ortschaft heute zur Gemeinde Metnitz gehört.

## Bevölkerungsentwicklung
Für die Ortschaft zählte man folgende Einwohnerzahlen:
- 1869: 23 Häuser, 106 Einwohner[3]
- 1880: 22 Häuser, 100 Einwohner[4]
- 1890: 22 Häuser, 105 Einwohner[5]
- 1900: 22 Häuser, 107 Einwohner[6]
- 1910: 23 Häuser, 104 Einwohner[7]
- 1934: 109 Einwohner[8]
- 1961: 26 Häuser, 103 Einwohner[9]
- 1991: 70 Einwohner[10]
- 2001: 29 Gebäude, 72 Einwohner[11]
- 2011: 31 Gebäude, 63 Einwohner[12]
- 2021: 30 Gebäude, 50 Einwohner, 23 Haushalte, 6 Arbeitsstätten[13]

## Ortschaftsbestandteile
Im Bereich der Ortschaft befinden sich die Einzelhöfe Felferer, Lorentscher, Moserkeusche, Muralt, Partigger, Preisöxl, Schaffer, Schmieder, Schubrand und Strutz.
Vorübergehend wurde amtlich zwischen den Ortschaftsbestandteilen Schattseite und Sonnseite unterschieden:

### Schattseite
Für den Bereich Schattseite wurden 1890 16 Häuser mit 78 Einwohnern, 1900 16 Häuser mit 82 Einwohnern, 1910 15 Häuser und 72 Einwohner und 1961 12 Häuser mit 39 Einwohnern angegeben.

### Sonnseite
Für den Bereich Sonnseite wurden 1890 6 Häuser mit 27 Einwohnern, 1900 6 Häuser mit 25 Einwohnern, 1910 8 Häuser und 32 Einwohner und 1961 14 Häuser mit 64 Einwohnern angegeben.